# Renault Cergos
Renault Cergos war eine Traktor-Baureihe des Herstellers Renault Agriculture, der ehemaligen Traktorensparte des französischen Automobilherstellers Renault, die von 1998 bis 2004 produziert wurde.

## Varianten
Renault Cergos wurde in folgenden Modellen gebaut:
| Modell               | Motor                               | Motorleistung in kW (PS) | Bauzeit   |
| -------------------- | ----------------------------------- | ------------------------ | --------- |
| Renault Cergos 330 A | Vierzylindermotor mit Allradantrieb | 55 (75)                  | 1998–2001 |
| Renault Cergos 335   | Vierzylindermotor mit Allradantrieb | 57 (78)                  | 2001–2004 |
| Renault Cergos 340 A | Vierzylindermotor mit Allradantrieb | 63 (86)                  | 1998–2001 |
| Renault Cergos 345   | Vierzylindermotor mit Allradantrieb | 65 (88)                  | 2001–2004 |
| Renault Cergos 350 A | Vierzylindermotor mit Allradantrieb | 70 (95)                  | 1998–2001 |
| Renault Cergos 355   | Vierzylindermotor mit Allradantrieb | 72 (98)                  | 2001–2004 |

Cergos 330 und Cergos 350 waren mit einem 4,5-Liter-Hubraum-Motor ausgestattet; Cergos 340 mit einem 3,9-Liter-Hubraum-Motor. Ab 2001 besaß auch das mittlere Modell einen 4,5-Liter-Hubraum-Motor.